# Toxorhina (Toxorhina) grahami
Toxorhina (Toxorhina) grahami is een tweevleugelige uit de familie steltmuggen (Limoniidae). De soort komt voor in het Afrotropisch gebied.